# Tanrake
Tanrake ist Verwaltungssitz und Hauptort des Nui-Atolls im pazifischen Inselstaat Tuvalu. Es ist das einzige Dorf auf dem 21 Inseln umfassenden Atoll. Tanrake liegt im Nordwesten der Hauptinsel Fenua Tapu im Süden des Atolls. Tanrake hat 321 Einwohner (Stand 2012).
Der Ort verfügt über ein Krankenhaus, Kirche und Postamt. Zudem befindet sich in Tanrake der Sitz der Inselverwaltung (Kaupule).
Eine holländische Expedition unter Leitung des Marineleutnants Pieter Troost sichtete Tanrake am Morgen des 14. Juni 1825 und nahm die Insel formell in Besitz. Da man keinen geeigneten Namen fand, wurde die Entdeckung provisorisch als „Het Nederlandsch Eiland“ im Logbuch der Expedition notiert. An einer dauerhaften Inbesitznahme war die Niederländische Ostindien-Kompanie jedoch nicht interessiert, da Tanrake zu abgelegen lag und über keine nennenswerten Ressourcen verfügte.

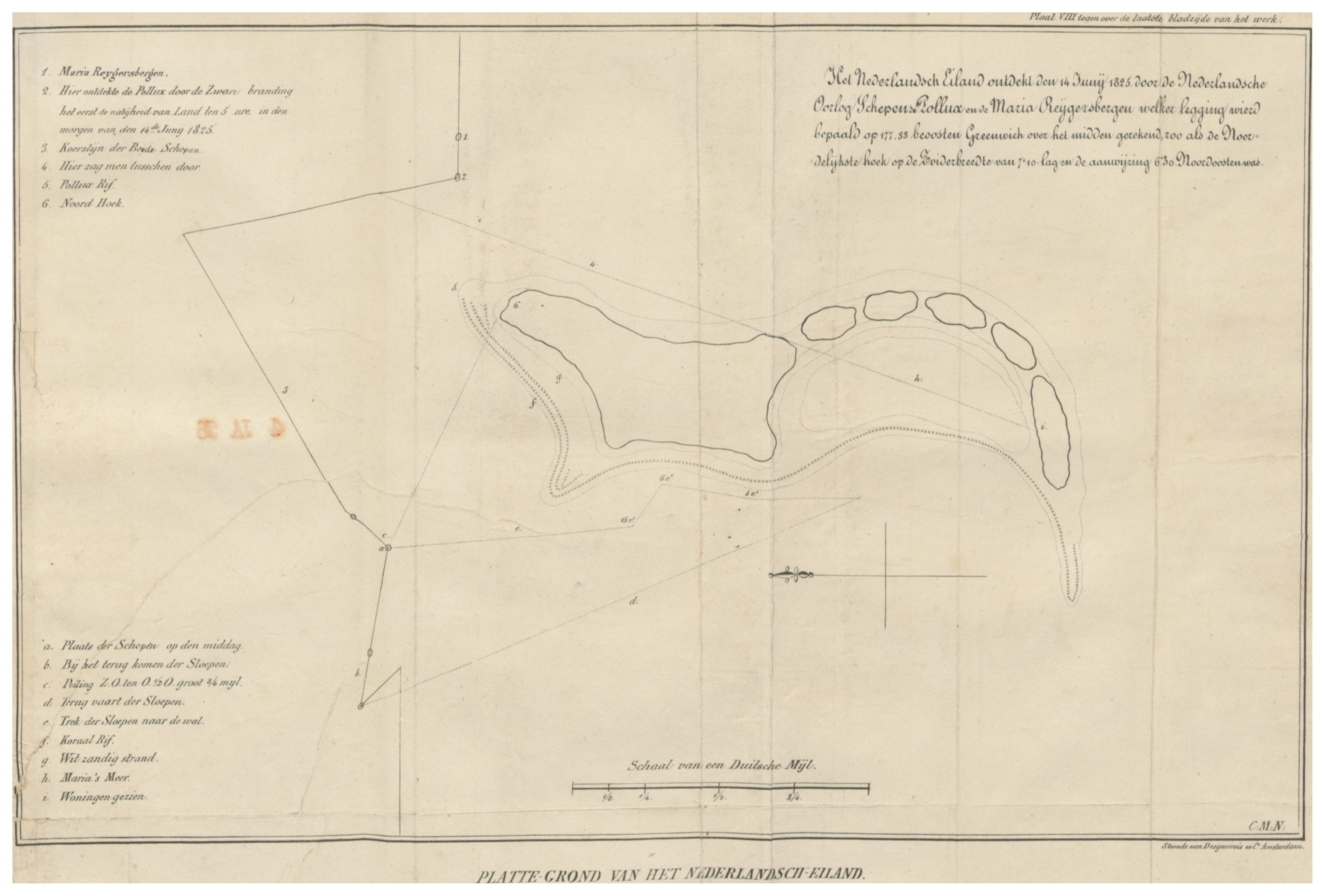
Holländische Karte der Insel, angefertigt im Juni 1825
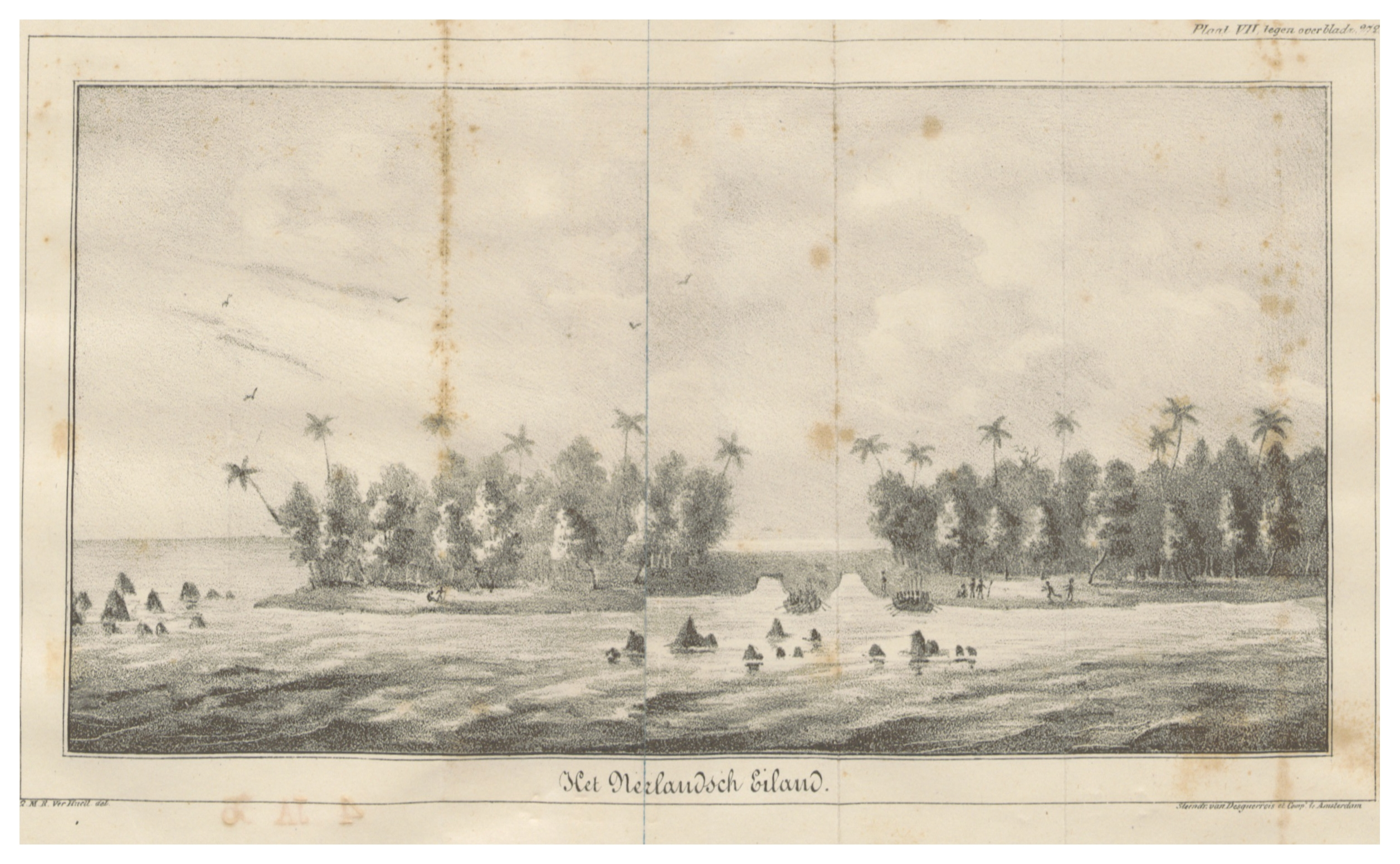
Ansicht der Hauptinsel
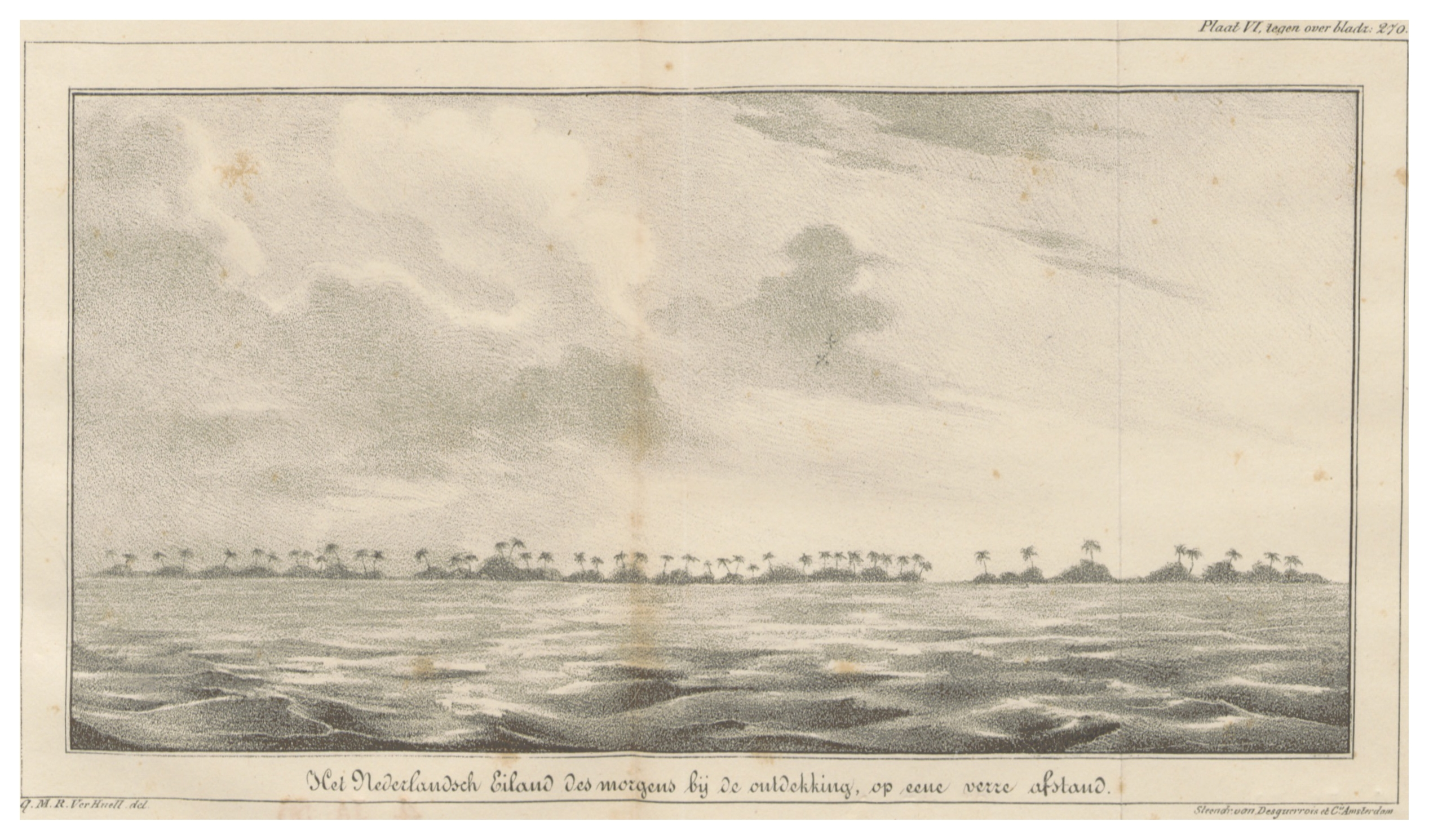
Ansicht des Atolls